# Maza, North Dakota
Maza, North Dakota (енгл. Maza) град је у америчкој савезној држави Северна Дакота.

## Демографија
По попису из 2000. године број становника је 5.
| Група             | 2000.     | 2010.    |
| Белци             | 4 (80,0%) | 0 (0,0%) |
| Афроамериканци    | 0 (0,0%)  | 0 (0,0%) |
| Азијати           | 0 (0,0%)  | 0 (0,0%) |
| Хиспаноамериканци | 0 (0,0%)  | 0 (0,0%) |
| Укупно            | 5         | 0        |